# ОК Спартак Љиг
ОК Спартак Љиг је одбојкашки клуб из Љига, Србија. Клуб је основан 1953, а тренутно се такмичи у Суперлиги Србије
Спартак је у сезони 2008/09. освојио 1. место у Првој лиги Србије и прошао у Суперлигу. У првој сезони у Суперлиги заузео је 3. место у мини-лиги 5-8 и играо бараж за опстанак против Јединства из Старе Пазове, победио је у све три утакмице и обезбедио суперлигашки статус. Већ следеће сезоне клуб је у регуларном делу заузео осмо место и играо плеј-оф, где је ипак испао већ у четвртфиналу након два пораза од Војводине.
Највећи успех, Спартак је забележио у сезони 2013-14. где је освојио 6. место у лигашком делу такмичења и играо на финалном турниру Купа Србије у Краљеву, где је изгубио у полуфиналу од домаће Рибнице резултатом 3:1.